# Casa de Italia
La Casa de Italia è un edificio ubicato in calle Álvares, nella città di Viña del Mar, Cile. È stato costruito alla fine del 1916 come residenza della famiglia Werner, e nel 1966 è stato acquistato dalla comunità italiana per servire come punto di ritrovo della collettività.

## Storia
Carlos Werner, senatore e proprietario della fabbrica di panni Bellavista Tomé, decise di trasferirsi a Viña del Mar intorno al 1916 e iniziò a costruire quella che poi sarebbe diventata la Casa de Italia. Alla sua morte, avvenuta nel 1926, la casa è passata di proprietà agli eredi e poi è stata assegnata alla vedova Selma Schönberg, che vendette parte del terreno collinare nel 1934.
Nel 1948 la proprietà fu acquisita dall'impresario Constantino Mustakis finché, nel 1966, fu venduta alla comunità degli immigrati italiani con lo scopo di servire da punto di ritrovo.
La prima organizzazione della collettività italiana a Viña del Mar è avvenuta con l'avviamento del Club Italiano nel 1912, presso la calle Valparaíso. Nel 1933 si spostarono in un edificio di calle Viana, dove si raggrupparono diverse istituzioni (tra cui la Scuola italiana). Negli anni '50 la comunità vendette entrambe le proprietà e in seguito acquistò la proprietà di Mustakis, dando origine alla Casa de Italia.
Nell'edificio hanno avuto sede diverse istituzioni sportive, il consolato italiano, il circolo dei professionisti, varie società culturali e il Comitato degli Italiani all'Estero.
Nel dicembre 2016 l'immobile è stato dichiarato monumento storico, anche se ufficialmente è stato iscritto nel Diario Ufficiale solo il 10 giugno 2017.
L'8 dicembre 2019 la Casa de Italia è stata danneggiata da un incendio, che ha completamente distrutto il secondo piano.